# IFT20
El homólogo de la proteína 20 de transporte intraflagelar es una proteína que en humanos está codificada por el gen IFT20. El gen está compuesto por 6 exones y está ubicado en el cromosoma 17p11.1. Este gen se expresa en el cerebro, pulmón, riñón y páncreas humanos, y también se detectó una menor expresión en la placenta, el hígado, el timo, la próstata y los testículos.
El transporte intraflagelar (IFT), en el que participan motores moleculares y proteínas de partículas IFT, es muy importante para ensamblar y mantener cilios/flagelos, como los cilios móviles que impulsan la natación de células y embriones, los cilios nodales que generan asimetría izquierda-derecha en embriones de vertebrados, y los cilios sensoriales que detectan estímulos sensoriales en algunos animales. La subunidad IFT20 de la partícula se localiza en el complejo de Golgi además del cuerpo basal y los cilios donde se habían encontrado todas las proteínas de partículas IFT anteriores. En las células vivas, el IFT20 marcado con fluorescencia es muy dinámico y se mueve entre el complejo de Golgi y el cilio, así como a lo largo de los microtúbulos ciliares. Se ha demostrado que IFT20 interactúa con SPEF2 en los testículos y tiene un papel en la movilidad de los espermatozoides.